# Communauté d’agglomération Valence-Romans Sud Rhône-Alpes
Die Communauté d’agglomération Valence-Romans Sud Rhône-Alpes ist ein ehemaliger französischer Gemeindeverband mit der Rechtsform einer Communauté d’agglomération im Département Drôme der Region Auvergne-Rhône-Alpes, dessen Verwaltungssitz sich in dem Ort Alixan befand. Er umfasste zwei geographisch getrennte Ballungsgebiete, dasjenige rund um die Präfektur Valence auf der linken Seite der Rhone und das von Romans-sur-Isère am Unterlauf der Isère. Der Gemeindeverband bestand aus 51 Gemeinden auf einer Fläche von 851,3 km2.

## Aufgaben
Die Mitgliedsgemeinden hatten sehr weitreichende Kompetenzen an den Verband abgetreten. Zu den vorgeschriebenen Kompetenzen gehörten die Entwicklung und Förderung wirtschaftlicher Aktivitäten und des Tourismus sowie die Raumplanung auf Basis eines Schéma de Cohérence Territoriale. Der Gemeindeverband bestimmte sämtliche Aspekte der Wohnungsbaupolitik. In Umweltbelangen betrieb er die Abwasserentsorgung, die Müllabfuhr und -entsorgung und war allgemein für den Immissionsschutz zuständig. Er betrieb außerdem die Straßenmeisterei, das Radwegenetz, den öffentlichen Nahverkehr und Schulbusverkehr. Zusätzlich baute und unterhielt der Verband Kultur- und Sporteinrichtungen und förderte Veranstaltungen in diesen Bereichen. Er war zuständig für den Ausbau der Telekommunikations- und Datenübertragungsnetze auf seinem Gebiet. Auch ein Krematorium fiel unter die Verantwortung der Communauté d’agglomération.

## Historische Entwicklung
Die Zusammenarbeit auf der Ebene der öffentlichen Verwaltung zwischen Valence und seinen Vorortgemeinden begann offiziell 1990 mit der Gründung des Syndicat Intercommunal des Services de l’Agglomération Valentinoise (SISAV), dem zunächst noch zusätzlich drei Gemeinden vom gegenüberliegenden Rhoneufer angehörten. In den folgenden Jahren stießen die Gemeinden Cornas und Saint-Marcel-lès-Valence hinzu, und das syndicat erhielt weitere Kompetenzen in den Bereichen Wirtschaft, Raumplanung und Infrastruktur. Es wurde 2009 in die Organisationsform einer Communauté d’agglomération überführt, die sich Valence Agglo-Sud Rhône Alpes nannte und 11 Gemeinden umfasste.
Rund um die etwa 20 km von Valence entfernte Stadt Romans-sur-Isère entstand 1997 ebenfalls ein Gemeindeverband, zur damaligen Zeit in Form einer Communauté de communes. Diese stieg 2011 zur Communauté d’agglomération du Pays de Romans auf und umfasste vor ihrer Auflösung 21 Gemeinden.
Zum Jahreswechsel 2013/2014 fusionierten diese beiden Gemeindeverbände und gliederten dabei weitere Communauté de communes und Gemeinden ein:
- die Communauté de communes du Canton de Bourg-de-Péage, gegründet 1999 und im Zuschnitt entsprechend dem Kanton Bourg-de-Péage;
- die beiden in Drôme gelegenen Gemeinden Étoile-sur-Rhône und Beauvallon der Département-übergreifenden Communauté de communes des Confluences Drôme-Ardèche;
- die Gemeinde Ourches.

Mit Wirkung vom 1. Januar 2017 fusionierte der Gemeindeverband mit der Communauté de communes de la Raye und bildete so die Nachfolgeorganisation Valence Romans Agglo.

## Mitgliedsgemeinden
Folgende 51 Gemeinden gehörten der Communauté d’agglomération Valence-Romans Sud Rhône-Alpes an:
1. Alixan
2. Barbières
3. Beaumont-lès-Valence
4. Beauregard-Baret
5. Beauvallon
6. Bésayes
7. Bourg-de-Péage
8. Bourg-lès-Valence
9. Chabeuil
10. Charpey
11. Châteauneuf-sur-Isère
12. Châtillon-Saint-Jean
13. Chatuzange-le-Goubet
14. Clérieux
15. Crépol
16. Étoile-sur-Rhône
17. Eymeux
18. Génissieux
19. Geyssans
20. Granges-les-Beaumont
21. Hostun
22. Jaillans
23. La Baume-Cornillane
24. La Baume-d’Hostun
25. Le Chalon
26. Malissard
27. Marches
28. Miribel
29. Montéléger
30. Montélier
31. Montmeyran
32. Montmiral
33. Montrigaud
34. Mours-Saint-Eusèbe
35. Ourches
36. Parnans
37. Peyrins
38. Portes-lès-Valence
39. Rochefort-Samson
40. Romans-sur-Isère
41. Saint-Bardoux
42. Saint-Bonnet-de-Valclérieux
43. Saint-Christophe-et-le-Laris
44. Saint-Laurent-d’Onay
45. Saint-Marcel-lès-Valence
46. Saint-Michel-sur-Savasse
47. Saint-Paul-lès-Romans
48. Saint-Vincent-la-Commanderie
49. Triors
50. Upie
51. Valence